# Gravity (Maaya Sakamoto)
Gravity è un brano musicale della cantante giapponese Maaya Sakamoto, pubblicato come singolo il 21 febbraio 2003. Il testo è stato scritto da Troy, mentre la musica è stata composta da Yōko Kanno.
Il brano è stato utilizzato come sigla di chiusura dell'anime Wolf's Rain, ed è stato incluso oltre che nella colonna sonora dell'anime, anche nell'album della Sakamoto Single Collection+ Nikopachi.

## Tracce
CD singolo
1. Gravity - 3:18
2. Shimashima (シマシマ?) - 4:49
3. Park Amsterdam (パーク・アムステルダム?, Pāku Amusutādamu) - 4:06

Durata totale: 10:01

## Classifiche
| Classifica (2002)                        | Posizione più alta |
| ---------------------------------------- | ------------------ |
| Giappone (Classifica settimanale Oricon) | 23                 |